# Viktor Zubkov
Viktor Zubkov (Arbat, 15. rujna 1941.), od 14. rujna 2007. do 8. svibnja 2008. predsjednik Vlade Ruske Federacije.
Do 12. rujna 2007. bio je predsjednik Odbora za nadzor financija. Dan prije ostavku je dao Mihail Fradkov. Ruska Duma usvojila je prijedlog 14. rujna 2007.
Godine 2008. zamijenio ga je Vladimir Putin.